# Hrvatski malonogometni kup 2007./08.
Hrvatski malonogometni kup za sezonu 2007./08. je osvojio Gospić.

## Rezultati

### Osmina završnice
| klub1                  | rez.      | klub2                            |
| ---------------------- | --------- | -------------------------------- |
| Potpićan 98            | 10:2, 1:7 | Lika Šport (Gospić – Lički Osik) |
| Novi Marof             | 6:4, 5:7  | Square Dubrovnik                 |
| Sokoli Samobor         | 1:3, 2:13 | Adriacink Split                  |
| Petrinjčica (Petrinja) | 2:4, 2:15 | Gospić                           |
| Inero Split            | 3:0, 9:5  | Mejaši Split                     |
| Patika Osijek          | 4:8, 1:6  | Brodosplit Inženjering Split     |
| Zagreb 1               | 5:2, 7:2  | Orkan Zagreb                     |
| Kijevo Knin            | 4:3, 4:3  | Uspinjača Zagreb                 |

### Četvrtzavršnica
| klub1       | rez.     | klub2                        |
| ----------- | -------- | ---------------------------- |
| Zagreb 1    | 2:2, 1:6 | Brodosplit Inženjering Split |
| Inero Split | 0:5, 2:9 | Gospić                       |
| Potpićan 98 | 8:3, 1:4 | Adriacink Split              |
| Kijevo Knin | 3:4, 4:8 | Novi Marof                   |

### Završni turnir
Igran u Splitu 26. i 27. travnja 2008.
| klub1                        | rez.          | klub2         |
| poluzavršnica                | poluzavršnica | poluzavršnica |
| ---------------------------- | ------------- | ------------- |
| Brodosplit Inženjering Split | 4:0           | Potpićan 98   |
| Gospić                       | 4:2           | Novi Marof    |
|                              |               |               |
| za 3. mjesto                 |               |               |
| Potpićan 98                  |               | Novi Marof    |
|                              |               |               |
| za pobjenika                 |               |               |
| Brodosplit Inženjering Split | 2:5           | Gospić        |